# Tequila slammer
Tequila slammer, alternativt tequila knack, coscorron i Jalisco eller moppets i resterande Mexiko, är en drink som vanligtvis görs med lika delar tequila som Sprite/7 Up, 3 cl tequila och splash (3 cl Sprite/7 Up), i whiskyglas. Vissa menar att det även ska ingå ett par droppar Tia Maria, Kahlúa eller annan kaffelikör.
En tequila slammer kan även göras med tex ginger ale eller annan kolsyrad dryck. När man gör den med champagne så kallas drinken Slammer Royale.
Glaset täcks med en servett eller med handen, snurras, smälls (slammer) ned i bardisken vilket får innehåll att skumma upp, varefter allt ska svepas i en klunk.